# Tiana Angelina Moser
Tiana Angelina Moser (nacida el 6 de abril de 1979 en Zúrich, Suiza) es una educadora y política del Partido Liberal Verde (GLP). Desde 2007 es miembro del Consejo Nacional y desde 2011 es líder del grupo parlamentario del partido.

## Primeros  años
Tiana Angelina Moser nació en Zúrich y creció en Weisslingen, en el cantón de Zúrich .  Luego se graduó en el Gymnasium de Winterthur en 2000.  Entre 2000 y 2002 estudió derecho internacional y ciencias políticas y ambientales en la Universidad de Zúrich.  Entre 2002 y 2003 estudió ciencias políticas en la Universidad Pompeu Fabra de Barcelona.  Después de su regreso a la Universidad de Zúrich, participó en varios proyectos relacionados con política y economía ambiental durante sus estudios y, después de graduarse, continuó trabajando en la universidad. 

## Carrera política
Se unió al Partido Liberal Verde (GLP) en 2004 y fue elegida miembro del Consejo Nacional en las elecciones federales de 2007.  En 2011 fue elegida líder del grupo parlamentario.  Estuvo en la Comisión de Política Exterior entre 2007 y 2021 y su presidenta entre 2019 y 2021. Fue candidata al Consejo de Estados como representante del GLP por el cantón de Zúrich en 2019,   pero no fue elegida. En octubre de 2022 fue anunciada nuevamente como candidata al Consejo de Estado para las Elecciones Federales de 2023 . 

### Posiciones políticas
Es conocida por su apoyo a un equilibrio saludable entre la vida laboral y personal y la protección del medio ambiente. 
En cuanto a las relaciones bilaterales entre Suiza y la Unión Europea, se mostró firme partidaria de las negociaciones en curso hacia un acuerdo institutional.  Después de que el Consejo Federal anunciara el fin de las negociaciones en mayo de 2021, encabezó una delegación de diputados suizos a Bruselas para evaluar la situación.  En vista de la readmisión de Suiza en los programas de la UE Horizonte Europa y Erasmus+, apoyaría duplicar la contribución que Suiza paga a la Unión Europea. 

## Vida personal
Desde 2018 mantiene una relación con el consejero nacional del Partido Socialdemócrata (SP), Matthias Aebischer   y es madre de tres hijos. 